# Кубависьон интернасьональ
«Кубависьо́н интернасьона́ль» (исп. Cubavisión Internacional) — кубинский международный спутниковый телеканал. Начал вещание в 1986 году. Сначала концентрировался на новостях и культуре и предназначался кубинцам, учащимся и временно работающим в Африке. Затем, кроме Африки, стал транслироваться на Северную и Южную Америку, а содержание стало более разнообразным: теперь на нём есть и телевизионные фильмы и сериалы, и обычные передачи с кубинского телевидения. Кроме того, теперь канал не только спутниковый, кое-где он есть и в кабельных сетях.